# AC Oulu
AC Oulu este un club de fotbal din Finlanda, cu sediul în Oulu. Echipa joacă meciurile de acasă pe Stadionul Raatti cu o capacitate de 5.000 de locuri.

## Istoric
AC Oulu a fost fondată în 2002 pentru a aduce fotbalul de înalt nivel înapoi în Oulu (FC Oulu a jucat în Veikkausliiga la începutul anilor '90 fiind ultima echipă din Oulu care a reușit această performanță). După patru sezoane în diviziile inferioare, AC Oulu a ajuns în prima ligă în 2007. Oricum, ei au retrogradat la finalul primului sezon înapoi în Ykkönen. După două sezoane în a doua ligă au promovat din nou în 2009. 

## Fotbaliști notabili
Jucători faimoși
- Seth Ablade
- Anatoli Bulgakov
- Rafael Edereho
- Ilya Fomitchev
- Janne Hietanen
- Jarkko Hurme
- Toni Kolehmainen
- Antti Niemi
- Mika Nurmela
- Antti Okkonen
- Rafinha
- Dritan Stafsula
- Jani Viander

Fotbaliști notabili
- Jussi Äijälä
- Toni Banduliev
- Dmitri Brovkin
- Titi Essomba
- Chijoke Festus
- Iyam Friday
- Aleksandr Gorbachyov
- Boussad Houche
- Saša Kolic
- Mamadou Konate
- Valeri Minkenen
- Luiz Antonio Moraes
- Papa Niang
- Joseph Nquiol
- Veli-Pekka Nurmi
- Ollo
- Dayo Oyetuga
- Dragan Pejić
- Denys Pervov
- Jarno Rova
- Miki Sipiläinen
- Fitim Syla
- Jarno Tenkula
- Irakli Tsikolia
- István Gajda
- Ymer Xhaferi